# Brasiliens deputeradekammare

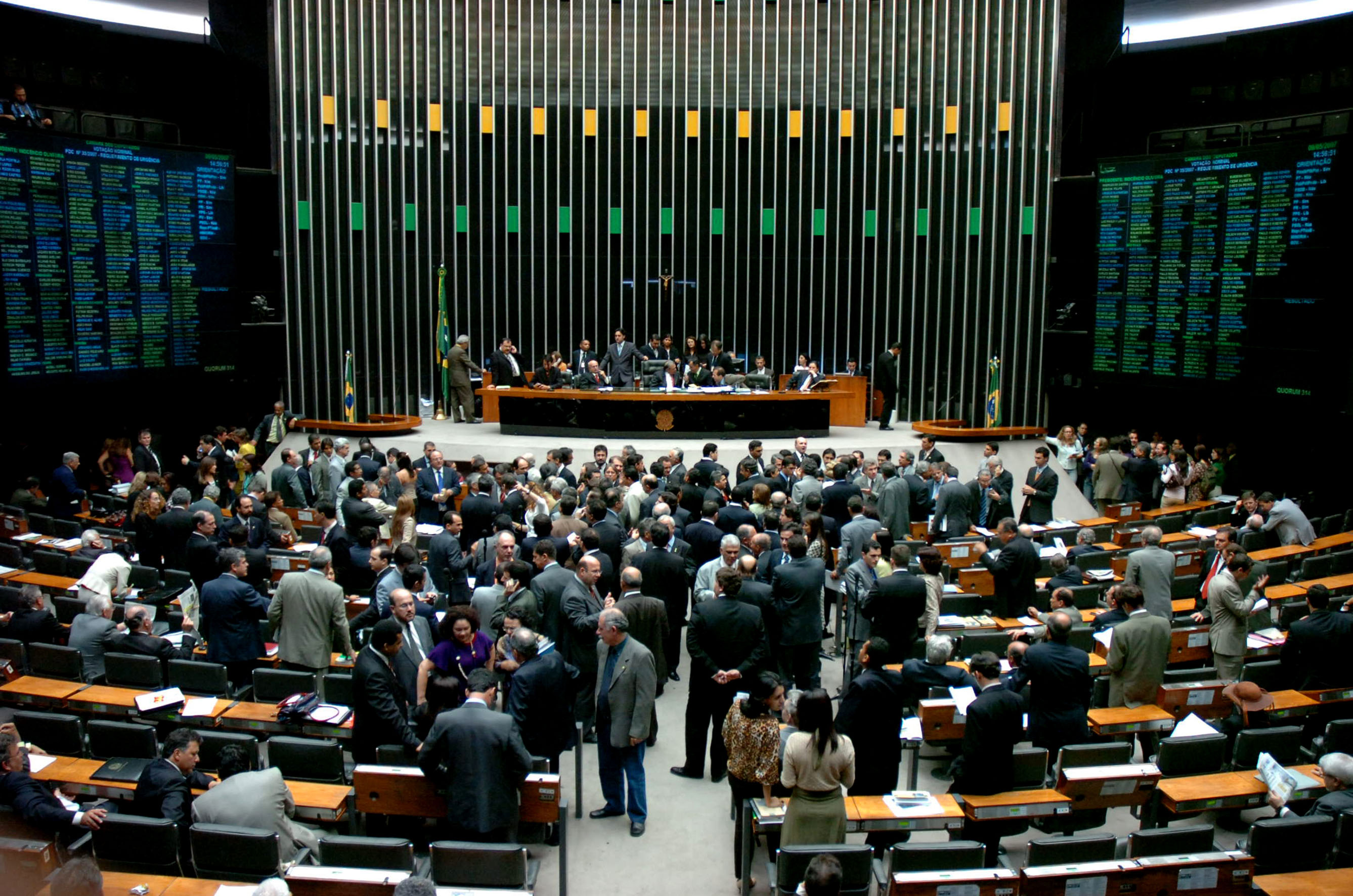
Brasiliens deputeradekammare.

Brasiliens deputeradekammare (portugisiska: Câmara dos Deputados do Brasil) är en av två kammare i Brasiliens nationalkongress (lagstiftande församling) och vars uppgift är att besluta om lagar och landets budget. Deputeradekammaren består av 513 ledamöters som väljs var fjärde år i allmänna val. Den har sitt säte i huvudstaden Brasilia. Nuvarande kammarpresidenten är Arthur Lira, som valdes den 1 februari 2021.